# Sago (Côte d'Ivoire)
Pour les articles homonymes, voir Sago.
Sago est une localité située au sud-ouest de la Côte d'Ivoire et appartenant au département de Sassandra dans la région du Gbôklè (District du Bas-Sassandra, anciennement Région du Bas-Sassandra). La localité de Sago est un chef-lieu de commune.